# Murilo Rubião
Murilo Eugênio Rubião (Carmo de Minas, Minas Gerais, 1 de junio de 1916-Belo Horizonte, 16 de septiembre de 1991) fue un escritor y periodista brasileño.

## Biografía
Murilo Rubião residió la mayor parte de su vida en Belo Horizonte, en cuya Facultad de Derecho se graduó en 1942. Como periodista fue redactor de Folha de Minas y director de Radio Inconfidência. En 1966 organizó el suplemento literario del diario O Estado de Minas Gerais, convirtiéndolo en un influyente medio de la prensa cultural brasileña de la época. 
Ocupó cargos de responsabilidad política, entre ellos se desempeñó a partir de 1951 como jefe de gabinete de Juscelino Kubitschek, entonces gobernador de Minas Gerais. También fue agregado cultural de Brasil en España, entre 1956 y 1961. 
En 1947 publicó su primer libro de cuentos, El ex mago, pero fue a partir de 1974 con la publicación de El pirotécnico Zacarias que su obra comenzó a destacarse y a ser vista como uno de los mejores ejemplos del realismo mágico y de la literatura fantástica brasileña. Murilo Rubião influyó a varios autores de su país, entre otros a Moacyr Scliar, José J. Veiga, João Batista Melo, Elias José y Nello Nuno.
La crítica relaciona a Murilo Rubião con la obra de Franz Kafka, donde el absurdo de sus historias son metáfora de la condición humana. Su obra se caracteriza por mostrar una visión desencantada del ser humano, bajo la forma de fantasías surrealistas. El crítico Jorge Schwartz ha visto en sus cuentos la creación de un «mundo denso y fantasmagórico en el que espectros alienados viven en un universo agonizante. En él, el hombre acaba siendo condenado a la esterilidad por la propia incapacidad de modificar el mundo sin salida en el que convive.»
Sin embargo Rubião confesó que nunca había leído a Kafka antes de comenzar a escribir. Reconocía numerosas influencias (Cervantes, Gógol, E. T. A. Hoffmann, Nerval, etc.), pero consideraba a Machado de Assis como su influencia mayor, y  tal vez su único maestro.

## Obras
- O ex-mágico (El exmago, 1947)
- A estrela vermelha (La estrella roja, 1953)
- Os dragões e outros contos (Los dragones y otros cuentos, 1965)
- O pirotécnico Zacarias (El pirotécnico Zacarías, 1974)
- O convidado (El invitado, 1974)
- A casa do girassol vermelho (La casa del girasol rojo, 1978)
- O homem do boné cinzento e outras histórias (El hombre del bonete gris y otras historias, 1990)
- Contos reunidos (Cuentos reunidos, 2005, póstumo)